# (6131) Towen
(6131) Towen es un asteroide perteneciente al cinturón de asteroides, región del sistema solar que se encuentra entre las órbitas de Marte y Júpiter, descubierto el 27 de julio de 1990 por Henry E. Holt desde el Observatorio del Monte Palomar, Estados Unidos.

## Designación y nombre
Designado provisionalmente como 1990 OO3. Fue nombrado Towen en homenaje a Tobias C. (Toby) Owen, del Instituto de Astronomía de la Universidad de Hawái. Conocido por su amplio trabajo en ciencia planetaria, ha utilizado productivamente relaciones químicas y relaciones isotópicas de atmósferas planetarias, de meteoritos y de cometas para comprender el sistema solar temprano y los procesos de formación de cometas y atmósferas planetarias. También ha desempeñado un papel importante en la búsqueda e identificación de nuevas especies en espectros de reflexión de hielos en superficies planetarias.

## Características orbitales
Towen está situado a una distancia media del Sol de 2,422 ua, pudiendo alejarse hasta 2,727 ua y acercarse hasta 2,118 ua. Su excentricidad es 0,125 y la inclinación orbital 6,187 grados. Emplea 1377,58 días en completar una órbita alrededor del Sol.

## Características físicas
La magnitud absoluta de Towen es 13,7.